# Honda Indy 300 2002
Honda Indy 300 2002 var den sjuttonde deltävlingen i CART World Series 2002. Racet Gold Coast Indy 300 kördes den 27 oktober i Surfers Paradise, Gold Coast, Australien. Mario Domínguez tog en sensationell seger, sedan tävlingen blivit avflaggad efter två timmars körning. Det berodde på att hällregnet orsakat att racet kördes över maxtiden, och Domínguez var den enda föraren som hade bränsle för att kunna stanna ut till dess. Han hade dagen innan kvalat in sist av alla. Det remarkabla var att alla utom två förare tog sig i mål, fastän förhållandena var bedrövliga, vilket berodde på att de sista 33 varven kördes bakom säkerhetsbilen.

## Slutresultat
| Plats | Förare               | Team                | Grid | Kvaltid  |
| ----- | -------------------- | ------------------- | ---- | -------- |
| 1     | Mario Domínguez      | Herdez Competition  | 18   | 1.33,655 |
| 2     | Patrick Carpentier   | Forsythe Racing     | 15   | 1.32,367 |
| 3     | Paul Tracy           | Team KOOL Green     | 5    | 1.30,731 |
| 4     | Kenny Bräck          | Chip Ganassi Racing | 4    | 1.30,636 |
| 5     | Tony Kanaan          | Mo Nunn Racing      | 3    | 1.30,427 |
| 6     | Alex Tagliani        | Forsythe Racing     | 14   | 1.32,300 |
| 7     | Dario Franchitti     | Team KOOL Green     | 8    | 1.31,040 |
| 8     | Cristiano da Matta   | Newman/Haas Racing  | 1    | 1.30,204 |
| 9     | Michael Andretti     | Team Motorola       | 16   | 1.32,439 |
| 10    | Michel Jourdain Jr.  | Team Rahal          | 12   | 1.31,709 |
| 11    | Christian Fittipaldi | Newman/Haas Racing  | 13   | 1.32,223 |
| 12    | Jimmy Vasser         | Team Rahal          | 11   | 1.31,369 |
| 13    | Shinji Nakano        | Fernández Racing    | 7    | 1.30,936 |
| 14    | Bruno Junqueira      | Chip Ganassi Racing | 2    | 1.30,214 |
| 15    | Scott Dixon          | Chip Ganassi Racing | 6    | 1.30,810 |
| 16    | Oriol Servià         | Patrick Racing      | 9    | 1.31,087 |
| 17    | Adrián Fernández     | Fernández Racing    | 10   | 1.31,351 |
| 18    | Tora Takagi          | Walker Racing       | 17   | 1.32,552 |